# Xysticus aletaiensis
Xysticus aletaiensis là một loài nhện trong họ Thomisidae.
Loài này thuộc chi Xysticus. Xysticus aletaiensis được miêu tả năm 1989 bởi Hu & Wu.